# Опсада Београда (1382)
Опсаду Београда извршио је, према неким српским летописима, моравски кнез Лазар Хребељановић након смрти угарског краља Лајоша Анжујског. Завршна је освајањем и разарањем града.

## Увод
Београд је још од смрти краља Драгутина и распада Сремске земље након протеривања Драгутиновог сина Владислава од стране Стефана Дечанског био јабука раздора у односима Србије и Угарске. Током турбулентног 14. века, Београд ће прелазити из руку једних у руке других господара. Током владавине цара Душана, Срби су чврсто држали своје позиције на Дунаву. Међутим, неколико година након смрти моћног цара и доласка његовог младог сина Уроша на царски престо, отпочиње процес распадања Српског царства, из којег су суседи српске државе извукли највише користи. Исти је случај и са угарским краљем Лајошем који је брзо успоставио контролу над Београдом. На северу Српског царства дошло је до сукоба двојице властелина од којих се један, припадник породице Растислалића, обратио за помоћ најпре цару Урошу, а потом и Лајошу. Уз учешће угарске војске Лајош је однео победу. Он се почетком 1361. године помиње као господар Браничева. Угарски краљ је том приликом продро дубоко у српске крајеве. Средином 1359. године Угари се повлаче. Србија је изгубила Браничево, а вероватно и Кучево. Растислалићи су тим територијама управљали као Лајошеви вазали.

## Опсада
Смрћу краља Лајоша 1382. године отпочиње период опадања моћи Угарског краљевства. Угарска запада у грађански рат, услед непостојања наследника из династије Анжујаца (која је Угарском владала од 1310. године). Таквом ситуацијом покушао је да се окористи српски кнез Лазар. Након Маричке битке и смрти Вукашина и Угљеше Мрњавчевића, као и изумирања династије Немањића те исте 1371. године, Лазар се истиче као најмоћнији српски владар. Током Лајошеве владавине, српски владари, погођени продором Турака, нису могли ништа учинити како би повратили некадашње територије на северу, укључујући и Београд. Међутим, повољне околности наступиле су 1382. године. Око Београда су у претходном периоду вођене честе борбе, те Јованка Калић (у књизи "Београд у средњем веку") претпоставља да је друга половина 14. века био период опадања града, односно период када Београд није могао "доживети неко значајније повећање. Напротив, не би било необично да је дошло и до извесног осипања градског становништва у периоду тешких ратова".
Информација о опсади Београда од стране војске кнеза Лазара долази из неких српских летописа. У првом реду ту је Троношки летопис. Највероватније је из сличних извора податке преузео дубровачки писац Мавро Орбин, аутор "Краљевства Словена". До опсаде је дошло после смрти кнеза Лазара, дакле после 1382. године. Прецизнију хронолошку одредницу није могуће дати. Лазар је, по летописима, напао Београд и разорио га, што значи да га је претходно и освојио, могуће уз помоћ опозиције новим владарима. Угарски престо је након Лајошеве смрти заузела његова удовица Јелисавета, у име ћерке Марије. Ослонац јој је био палатин Никола Горјански Старији. Опозицију Горјанском и Јелисавети чинили су Иван Палижна, браћа Хорват (Иваниш и Ладислав), загребачки бискуп Павле и др. Њихов циљ био је довођење Карла Напуљског, припадника династије Анжујаца, из Италије.